# Д.Ж.А.Р.В.И.С.
Д.Ж.А.Р.В.И.С. (англ. J.A.R.V.I.S.; Just A Rather Very Intelligent System) — искусственный интеллект, озвученный Полом Беттани в медиафраншизе «Кинематографическая вселенная Marvel» (КВМ), основанный на персонажах Marvel Comics Эдвине Джарвисе, дворецком семьи Старков, и Г.О.М.Е.Р.е, другом ИИ, разработанном Старком. Д.Ж.А.Р.В.И.С. — искусственный интеллект, созданный Тони Старком, который позже управляет его бронёй Железного человека и бронёй «Халкбастер» для него. В фильме «Мстители: Эра Альтрона», после частичного уничтожения Альтроном, Д.Ж.А.Р.В.И.С. получает физическую оболочку в виде Вижна, роль которого исполняет Беттани. Различные версии персонажа также появляются в комиксах, опубликованных Marvel Comics, изображённые как искусственный интеллект, разработанный Железным человеком и Надей ван Дайн.

## Кинематографическая вселенная Marvel
Д.Ж.А.Р.В.И.С. впервые представлен в фильмах медиафраншизы «Кинематографическая вселенная Marvel», где его озвучивает Пол Беттани. Созданный по образцу Г.О.М.Е.Р.а из комиксов, Д.Ж.А.Р.В.И.С. представлен как сложный ИИ-помощник, в отличие от его человеческого тёзки. Это было сделано, чтобы избежать сходства с Альфредом Пенниуортом и Бэтменом. Беттани признаёт, что он плохо представлял себе, в чём заключалась роль, даже когда записывал её, просто делая это в качестве одолжения Джону Фавро.

### Просто вполне очень умная система
Персонаж дебютирует в фильме «Железный человек» (2008), а затем появляется в фильме «Железный человек 2» (2010), фильме «Мстители» (2012) и фильме «Железный человек 3» (2013). Д.Ж.А.Р.В.И.С. — это искусственный интеллект, который функционирует как помощник Тони Старка, управляет и заботится обо всех внутренних системах зданий Старка и костюмах Железного человека. В романизации Питера Дэвида «Железный человек» говорится, что J.A.R.V.I.S. является аббревиатурой «Just A Rather Very Intelligent System». Д.Ж.А.Р.В.И.С. также появляется в аттракционе Innovations в Диснейленде.

### «Эра Альтрона» и становление Вижном
В фильме «Мстители: Эра Альтрона» (2015) Д.Ж.А.Р.В.И.С. уничтожается Альтроном, но благодаря возможности переноса своего «сознания» по всему Интернету,  протоколы безопасности задерживают попытку Альтрона получить доступ к кодам ядерного запуска Земли. Старк находит его, восстанавливает и вместе с Брюсом Бэннером использует Д.Ж.А.Р.В.И.С.а в качестве основного программного обеспечения для андроида Вижна, в то время как П.Я.Т.Н.И.Ц.А. занимает его место в качестве помощника Старка. После обретения физического тела, Д.Ж.А.Р.В.И.С. (как Вижн) считает себя больше не искусственным интеллектом, и берёт себе имя «Вижн».

## Marvel Comics

### Первый Д.Ж.А.Р.В.И.С.
Д.Ж.А.Р.В.И.С. впервые появляется как программа, которая помогает управлять костюмом Спасительницы Пеппер Поттс. Когда Железный человек был выведен из строя, Д.Ж.А.Р.В.И.С. призывает Пеппер надеть броню Спасительницы, что Пеппер и делает. Когда Спасительница преследует Железного человека по всему городу, Д.Ж.А.Р.В.И.С. говорит Спасительнице прекратить погоню и говорит Спасительнице снять ботинок с Железного человека, что показывает Пеппер, что Воитель не мёртв. Когда Пеппер обсуждает мысли о том, что Железный человек не особо держит всех в курсе того, что нужно знать, с Карсоном Уичом, эти двое противостоят Д.Ж.А.Р.В.И.С.у по этому поводу. Д.Ж.А.Р.В.И.С. предупреждает их двоих, чтобы они больше не задавали никаких вопросов, и готовится защищаться. Захватив Пеппер и Уича, Д.Ж.А.Р.В.И.С. заявляет, что его диагностика не показывает, что он скомпрометирован. Он скорее влюблён в Пеппер и хочет защитить Пеппер. Как раз в этот момент Железный человек пробивает стену и выключает Д.Ж.А.Р.В.И.С.а и костюм Спасительницы с помощью электромагнитного импульса, сфокусированного на источнике. Пеппер показывает Д.Ж.А.Р.В.И.С.у, как он отправлял данные на IP-адрес в Китае. Он кажется взволнованным, сбитым с толку, Пеппер благодарит его за то, что он дал, и включает катушку, убивая Д.Ж.А.Р.В.И.С.а. Железный человек явно чувствует смерть Д.Ж.А.Р.В.И.С.-а со своей стороны.

### Второй Д.Ж.А.Р.В.И.С.
В свете того, что Чёрный орден уничтожил Особняк Мстителей во время арки «No Surrender», Надя ван Дайн создала новую версию Д.Ж.А.Р.В.И.С.а, чтобы помочь Эдвину Джарвису. Когда Эдвин подумал, что это знак для него уйти в отставку, Д.Ж.А.Р.В.И.С. заявил, что его программирование ещё не завершено.

## Другие версии

### «День М»
В серии «День М: Железный человек» система искусственного интеллекта в костюме Тони Старка называется «F.A.I.Z», предшествующая версии искусственного интеллекта, представленной в медиафраншизе «Кинематографическая вселенная Marvel».

### Ultimate Marvel
В реальности Ultimate Marvel Д.Ж.А.Р.В.И.С. был виден, когда Человеку-пауку предоставили несколько новых веб-шутеров от Железного человека.

### Земля-13584
На Земле-13584, Д.Ж.А.Р.В.И.С. помогает Железному человеку в поддержании Железной зоны.

### Эра Альтрона
Во время сюжетной линии «Эра Альтрона», версия Д.Ж.А.Р.В.И.С.а с Земли-26111 использовалась Железным человеком для сканирования воспоминаний Невидимой леди и Росомахи, где он узнаёт об альтернативной реальности Земли-61112.

## Другие медиа

### Кино
- Д.Ж.А.Р.В.И.С. появляется в фильме «Iron Man: Rise of Technovore», где его озвучивает Трой Бейкер.
- Д.Ж.А.Р.В.И.С. появляется в фильмах «Heroes United: Iron Man & : Iron Man & Hulk» и «Heroes United: Iron Man & Captain America» из серии фильмов «Heroes United», где его озвучивает Дэвид Кэй.

### Телевидение
- Д.Ж.А.Р.В.И.С. появляется в мультсериале «Железный человек: Приключения в броне», где его озвучивает Майкл Адамтуэйт. Это воплощение выглядит как операционная система Extremis 16.5 для Андроса Старка, Железного человека 2099 года.
- Д.Ж.А.Р.В.И.С. появляется в мультсериале «Мстители: Величайшие герои Земли», где его озвучивает Фил Ламарр[19]. Это воплощение служит ИИ Тони Старка для брони Железного человека, «Stark Industries» и Особняка Мстителей.
- Д.Ж.А.Р.В.И.С. появляется в мультсериале «Великий Человек-паук», где его снова озвучивают Фил Ламарр в эпизоде «Flight of the Iron Spider» и Дэвид Кэй в эпизоде «The Avenging Spider-Man (Pt. 1)».
- Д.Ж.А.Р.В.И.С. появляется в мультсериале «Мстители, общий сбор!», где его озвучивает Дэвид Кэй. Он снова изображён как система искусственного интеллекта Тони Старка, и эта версия также, похоже, обладает чувством юмора, которое он проявляет несколько раз.
- Д.Ж.А.Р.В.И.С. появляется в рождественском телевизионном выпуске «Приключения супергероев: Морозный бой», где его озвучивает Тревор Девалл[20].

### Видеоигры
- Д.Ж.А.Р.В.И.С. появляется в сопутствующей игре 2008 года «Iron Man», где его озвучивает Гиллон Стивенсон. Он служит источником информации для игрока, информируя их о приближающихся солдатах или машинах, о которых они должны знать.
- Д.Ж.А.Р.В.И.С. появляется в сопутствующей игре «Iron Man 2», где его озвучивает Эндрю Чайкин. Кирсон ДеУитт и А.И.М. совершают набег на архивы Старка, чтобы украсть копию программы Д.Ж.А.Р.В.И.С.а в заговоре с целью создания Ультимо.
- Д.Ж.А.Р.В.И.С. появляется в «Iron Man 3: The Official Game», где его озвучивает Джефф Боттомс.
- Д.Ж.А.Р.В.И.С. появляется в «LEGO Marvel Super Heroes», где его озвучивает Трой Бейкер.
- Д.Ж.А.Р.В.И.С. появляется в «Disney Infinity 3.0», где его вновь озвучивает Дэвид Кэй.
- Д.Ж.А.Р.В.И.С. появляется в «LEGO Marvel’s Avengers».
- Д.Ж.А.Р.В.И.С. появляется в видеоигре 2020 года «Avengers», где его озвучивает Гарри Хадден-Патон.